# Víctor Miguel Buchino
 Víctor Miguel Buchino  (San Miguel de Tucumán, Argentina, 14 de septiembre de  1918-Buenos Aires, Argentina, 21 de noviembre de 2018) fue un arreglista, compositor, director de orquesta y pianista de larga trayectoria. Fue director musical de la discográfica RCA Victor, estuvo ligado desde 1959 como arreglista a los intérpretes de la Nueva Ola, realizó la musicalización de películas y acompañó musicalmente a diversos cantantes de tango.

## Actividad artística
Víctor Buchino trabajó con Tita Merello en sus recitales en México y en los filmes Arrabalera, Filomena Marturano y Morir en su ley, además de ser pianista para la grabación de «No aflojés».
Cuando la cantante japonesa de tango Ranko Fujisawa hizo en 1953 su primera visita a Buenos Aires, varias emisoras se disputaron su presencia, siendo Radio Splendid la que consiguió que la artista cantara en ella durante un mes. Fue acompañada por la orquesta estable de esta emisora, dirigida por el maestro Víctor Buchino.
Víctor Buchino, quien era el director musical de RCA Víctor, estuvo vinculado desde 1959 como arreglista a los intérpretes de la Nueva Ola. y fue el director musical del programa musical televisivo de esa discográfica, llamado Swing, juventud y fantasía producido por Ricardo Mejía cuya primera emisión fue el 7 de febrero de 1961, cuyos cantantes principales eran Jolly Land, Fernando Borges, Lalo Fransen, Nena y Terry Morán, Los 4 de Lujo y Carlos Alberto.
En 1976 en el Teatro General San Martín fue presentada con una puesta destacable en el Teatro General San Martín una comedia musical titulada Dulce... dulce... vida, que hizo Wilfredo Ferrán en colaboración con Víctor Buchino basada en la obra Así es la vida. El mismo año se representó la obra A La Boca con cariño con Hilda Viñas,  Héctor Blotta, Nelly Panizza y Julio López, con dirección musical a cargo de Víctor Buchino.
Dirigió y orquestó el acompañamiento de cantantes de tango como Edmundo Rivero —con quien entre 1950 y 1953 grabó en RCA Victor— y Raúl Lavié, con quien estuvo en su debut por Radio El Mundo.
Compuso los tangos Tu fueye brujo, Carmín y Michele.
También tuvo una intensa actividad vinculada al cine, comenzando como director musical de la película mexicana Cinco rostros de mujer (1947); apareció tocando el piano en el filme argentino Morir en su ley (1949) y musicalizó diversas películas desde El seductor (1950) y Sombras en la frontera (1951) hasta La casa del amor y Allá en el Norte, ambas de 1973.
La Legislatura de la ciudad de Buenos Aires lo declaró  Personalidad Destacada de la Cultura en 2010.
Falleció en su casa en Buenos Aires el 21 de noviembre de 2018.

## Filmografía
Participó en películas del cine argentino:
Música
- La casa del amor (1973)
- Allá en el Norte (1973)
- La bestia desnuda (1971)
- Los mochileros (1970)
- La venganza del sexo (1969)
- Villa Cariño está que arde (1968)
- En mi casa mando yo (1967)
- Sangre de vírgenes (1967)
- Placer sangriento (1967)
- Dos quijotes sobre ruedas (1966)
- Extraña invasión (1965)
- María M. (1964)
- Allá donde el viento brama (1963)
- Testigo para un crimen (1963)
- Dr. Cándido Pérez, señoras (1962)
- El asalto (1960)
- Chafalonías (1960)
- El campeón soy yo (1960)
- El hombre que hizo el milagro (1958)
- Fantoche (1957)
- El hombre virgen (1956)
- Cuando los duendes cazan perdices (1955)
- La noche de Venus (1955)
- La Tierra del Fuego se apaga (1955)
- En carne viva (1955)
- Mi viudo y yo (1954)
- Torrente indiano (1954)
- Sombras en la frontera (1951)
- El seductor (1950)

Director musical
- Villa Cariño está que arde (1968)
- Patapufete! (1967)
- Cinco rostros de mujer (1947) (México)

Intérprete
- Morir en su ley (1949) …Pianista

## Televisión
- El mundo del espectáculo (serie) (director musical,  episodio Sangre y arena) (1968)
- Show de Libertad Lamarque (serie) (director musical) (1964)

## Espectáculos teatrales
Algunos de los espectáculos teatrales en los que participó fueron:
Director musical
comedias musicales
- El diluvio que viene
- Decamerón en San Telmo
- El violinista en el tejado
- Aplausos
- El cumpleaños de la tortuga
- ¡Hello, Dolly!

obras teatrales
- A la Boca con cariño

Música
- Y la fama es una herida absurda
- Dame el sí

Autor y música
- Dulce... dulce vida